# Remix (telenovela)
Remix é uma telenovela indiana, um remake da telenovela argentina, Rebelde Way (2002–2003). Remix foi exibido entre 1 de novembro de 2004 a 21 de julho de 2006 pelo canal Star One. É uma produção de Rose Audio Visuals.
Assim como Rebelde Way, Rebelde e Rebelde Way, S.O.S. Corazón Rebelde e Rebelde que originaram as bandas Erreway, RBD, RBL, CRZ e Rebeldes respectivamente, a novela originou a banda Remix Gang.

## História
A história acontece em um colégio de elite, ou seja, uma instituição para os filhos de ricos e de famosos, chamado Maurya High. O colégio hospeda também os estudantes da bolsa de estudos, que vêm da seção mais pobre da sociedade. A história se desenvolve em torno dos estudantes, de suas vidas, de suas inseguranças, suas amizades, suas rivalidades e ambições. 
Há anos, funciona nesse colégio uma sociedade secreta, que tem como objetivo não permitir que nenhum bolsista estude no colégio. Assim, eles mantêm a pureza e integridade dos alunos ricos.
Tia, Anvesha, Yuvi e Ranveer, os quatro personagens principais, prefeririam passar muito pouco tempo um com o outro, precipitando-se a partir das diferenças e da aparência, todos parecem ter suas prioridades e preferem seguir seu próprio caminho para cumprir suas ambições. Mas o destino tem uma outra coisa preparada para eles. As circunstâncias os forçaram a viver juntos e com uma série de crises e histórias dramáticas. Os quatro formam um grupo de música e tornam-se a sensação da década.
A história traz também vários outros elementos que dão forma ao destino dos quatro protagonistas e de vários outros estudantes, professores e pais que formam um vínculo com os elitistas do colégio. Comoventes situações econômicas se formam, pressões dos pares, dilemas adolescentes e outras aflições do crescimento, alé das tentativas de mostrar para si novidades por meio de um questionário adolescente para a liberdade.

## Elenco
Protagonistas
- Priya Wal - Anvesha Banerjee Ray
- Shweta Gulati - Tia Ahuja
- Karan Wahi - Ranveer Sisodia
- Raj Singh Arora - Yuvraj Dev

Adolescentes
- Anu Sinha - Meher Dastoor
- Archana Puran Singh - Priyanka 'Pri' Srinivas
- Agarwal Habib - Nakul Ganesha
- Gaurav Gupta - Siddharth 'Sid' Meetha
- Saurav Jain - Amandeep Chadha 'Aman' Haddad
- Kunal Kapoor - Varun Khedekar
- Surilli - Maria Priya (M.P)
- Sakshi Talwar - Vrinda Bhatt
- Mansee Deshmukh - Latika Jambhwal
- Mohit Sehgal - Bahuan Seth
- Jas Karan Singh - Shiva Parvati
- Rujutha Shah - Shyla Seth
- Lessie Messerth - Jessye Lobe
- Soham Master - Raghu Deshpande
- Siddhanth Karnick - Arjun Khanna
- Karan Mehra - Aditya Counet
- Benaf Dadachanji - Yamini Benaaf
- Arunima Sharma - Ira Gopal
- Sanaya Irani - Suria Meetha
- Rati Pandey - Kim Opash
- Navina Bole - Beatrice 'Bea' Ahuja

Adultos & Amigos
- Sonia Kapoor - Soniya Ray
- Vinay Jain - Sumeet Ahuja
- Kavita Kaushik - Pallavi
- Chare Will - Mr. Jambwal
- Vishal Puri - Puneet Ahuja
- Arjun Bijlani - Vikram Laksmi
- Ayub Khan - Vipul
- Manav Gohil - Debashish Mitra
- Dimple Inamdar - Ayesha
- Manoj Bidwai - Shashank
- Maninee De - Chi Chi
- Anoop Soni - Raghav Dutt
- Malaika Arora Khan - Diane Ahuja
- Freida Pinto - Maya Rudolf
- Deepak Pareek - Vadej Pareja

## Personagens
- Tia Ahuja - A filha de um homem muito rico, homem de negócios viúvo, Sumeet Ahuja.É uma das meninas mais bonitas de 17 anos,protegida completamente pelo pai,é apaixonada e obcecada por seus looks e segredos de beleza. Sua vida se desenvolve em torno da moda,as roupas os acessórios e ela fecham o grupo das amigas, Pri e Meher. Uma menina órfã de mãe, anseia por a atenção do seu pai.

- Ranveer Sisodia - Vem de uma cidade pequena no Rajastão, este estudante novo da bolsa de estudos junto-se ao High Maurya com a verdadeira finalidade de procurar a vingança.Ele culpa Sumeet Ahuja pelo suicídio de seu pai e usa Tia Ahuja para atingir por trás seu pai.

- Yuvraj Dev - O filho de um político poderoso, Yuvraj é insuportável e o ultimo ao cargo de politico. Yuvi está sempre começando um problema e é puxado regularmente fora das situações pegajosas por seu pai que nunca deixa uma possibilidade deprecia-lo. Lentamente, começa odiar seu pai.Sua fuga de tudo é somente sua música, que ama e vive para ela.

- Anvesha Banerjee Ray - A filha de uma atriz e vedete Soniya Ray, grandiosa, Anvesha é um pacote do travessuras. Esta sempre competindo com sua própria mãe, Anvesha começa suas omissões ofendendo as pessoas. Se diverte infernizando os outros. Ela é o paradoxo que poucos podem gostar mas seu coração está definitivamente no lugar certo.Ela tera o proposito de domesticar eventualmente o chato Yuvraj.